# Saab 17
|  | For Saab T-17, se T-17 Supporter. |
Saab 17 er et svensk bombe- og rekognosceringsfly, der blev konstrueret og fremstillet af SAAB. Saab 17 blev taget i tjeneste i 1942 af det svenske flyvevåben, hvor det forblev i tjeneste indtil 1955. Flyet forblev i aktiv tjeneste i Etiopien indtil 1968. Der blev i perioden fra 1941-44 fremstillet i alt 322 eksemplarer af flyet samt tre prototyper.

## Udvikling og anvendelse
Projektet med fremstilling af flyet begyndte i slutningen af 1930'erne under arbejdsnavnet L 10 i virksomheden ASJA, men efter SAAB's overtagelse af ASJA i 1937, blev projektet videreført hos SAAB. Flyet skulle være det første svenske fly med moderne teknik bygget alene i metal og med forsænkede nitter. For at leve op til kravene blev der ansat flere ingeniører fra USA, der stod for en væsentlig del af konstruktionsarbejdet.
Flyet var oprindeligt tiltænkt en rolle som rekognosceringsfly, men blev hurtigt justeret til at kunne fungere som styrtbombefly bl.a. gennem forstærkning af flyets vinger. Flyets landingsstel blev trukket op bagud på vingernes underside og blev beskyttet af store kåber. Resultatet blev, at piloten kunne slå landingsstellet ned og benytte dette som en effektiv dykbremse.
Flyet var det første serieproducerede fly fremstillet af SAAB.
Jomfruflyvningen fandt sted den 18. maj 1940 med Saabs testpilot Claes Smith, og senere på året afgav den svenske regering ordre på 322 eksemplarer af det nye fly.

## Brugere og operativ historie
Anvendelse i Sverige
De første fly blev leveret til det svenske flyvevåben i december 1941 og flyet blev taget i tjeneste i 1942.
Flyet var meget alsidigt og blev anvendt i en række forskellige roller af de svenske militære værn. Flyet blev benyttet som rekognosceringsfly af marinen og hæren og som bombefly af flyvevåbnet. Yderligere blev 19 eksemplarer af flyet (B 17A) anvendt som målslæbningsfly.
Flyet fik en kort tjeneste i det svenske flyvevåben, da den teknologiske udvikling under 2. Verdenskrig hurtigt gjorde flyet forældet, herunder fremkomsten af mere moderne jetfly. I takt med udfasningen blev flere af flyene overført til tjeneste som målslæbningsfly.
Flyet blev taget ud af tjenesten i 1947 og var i 1948 helt udgået af krigsorganisationen. Flyet var dog indtil 1952 optaget som "øvrige fly".
To fly af typen 17BS med pontoner blev solgt til det civile flyselskab Ostermans Aero, der kortvarigt benyttede flyene i civil tjeneste.
Anvendelse i Etiopien
Da flyene blev udfaset af det svenske flyvevåben i årene 1947-1950, blev et stort antal fly solgt til det etiopiske luftvåben (IEAF), der blev opbygget af den svenske pilot og flyentusiast Carl Gustaf von Rosen og en række svenske flyinteresserede. I alt 46 B 17A blev leveret over tre gange mellem 1947 og 1953. Nogle af flyene forblev i tjeneste frem til 1968.
Anvendelse i Danmark
Den Danske Brigade, der blev uddannet i Sverige 1943–1945, rådede over 15 piloter, der blev uddannet af det svenske flyvevåben. I 1945 blev der udlånt 15 stk. B 17C til Den danske brigade. Flyene blev malet i danske farver og var den 5. maj 1945 klar til at blive fløjet til Danmark med den øvrige brigade, der blev landsat i Helsingør. Flystyrken fik dog aldrig landingstilladelse i Danmark, og blev derfor i Sverige. De danske piloter og mekanikere måtte i stedet, syv dage efter befrielsen, komme til Danmark ad land- og søvejen. Den svenske stat tilbød Danmark at erhverve de 15 fly, men befrielsesregeringen var ikke interesseret.
Anvendelse i Finland
Det finske luftvåben købte i marts 1960 to Saab 17A gennem Svensk Flygtjänst. Flyene skulle anvendes som målslæbningsfly. Det ene af disse fly, 17308, havarerede i august samme år efter motorstop og blev kort efter skrottet. Det andet fly, 17355, blev beskadiget under en mislykket start i maj 1961 og blev skrottet i begyndelsen af 1962.
Anvendelse i Østrig
Østrig købte i 1957 en B 17A, der havde anvendt flyet til målslæbning. Østrig var efter afslutningen af 2. verdenskrig underlagt restriktioner med hensyn til at erhverve militærfly, hvorfor købet af flyet skete gennem Svensk flygtjänst, hvor flyet havde status af et civilt fly.

## Versioner
Saab 17 blev fremstillet i tre grundversioner; A, B og C, hver især baseret på tre forskellige motorer: 17A med en svensk fremstillet Pratt & Whitney Twin-Wasp med 1065 hk, 17B med en licensfremstillet britisk Bristol Mercury XXIV på 890 hk og 17C med en italiensk Piaggio P XI med 1.020 hk, en motor som det svenske forsvar købte i forbindelse med køb af det tilsvarende italienske fly Reggiane Re.2000. Alle tre motorer var luftkølede stjernemotorer.
Udover de forskellige motorer kunne flyet udstyres med forskellige typer af understel. Der blev fremstillet varianter med hjul og med pontoner. Hjulene kunne udskiftes med ski i felten om vinteren.
- B 17A - Bombefly med 1050-1200 hk Pratt & Whitney R-1830-S1C3G Twin Wasp motor; 132 stk. fremstillet
- B 17B - Bombefly med 980 hk Svenska Flygmotor Aktiebolaget (SFA)-bygget Bristol Mercury XXIV motor; 55 stk. fremstillet
- S 17BL - Rekognosceringsfly med hjul i landingsstellet; 21stk. fremstillet. S'et står for spaning ((svensk): rekognoscering).
- S 17BS - Rekognosceringsfly med pontoner; 38 stk. fremstillet
- B 17C - Bombefly med 1040 hk Piaggio P.XIbis R.C.40D motor; 77 stk. fremstillet

## Bevarede fly
Der er i dag bevaret i alt fem Saab 17. Det svenske militære flyvevåbenmuseum i Linköping har to fly i samlingen, en Saab 17BL og en B 17A, hvor sidstnævnte er i flyvedygtig stand. En B 17A er udstillet på Danmarks Tekniske Museum i Helsingør.
To tidligere etiopiske B 17A'ere blev opdaget i 1990'erne og købt af en samler fra Sydafrika. Disse to fly er sidst blevet flyttet til Litauen, men flyenes skæbne herefter er ikke klar.

## Galleri
- S 17BS
- B 17C
- B 17 med landingsstellet trukket op
- Saab B 17A
- Saab B17A (SE-BYH)